# 65-та паралель північної широти
65-та паралель північної широти — лінія широти, що лежить на 65 градусів північніше земної екваторіальної площини. Вона проходить через Атлантичний океан, Європу, Азію та Північну Америку.
На цій широті під час літнього сонцестояння сонце видно 22 години 4 хвилини, а під час зимового сонцестояння — 3 години 35 хвилин.

## Список географічних об'єктів, що перетинає 65° пн. ш.
Починаючи з Гринвіцького меридіану та рухаючись на схід, 65-та паралель північної широти проходить через:
| Координати                                                   | Країна, територія або море | Примітки                                                                       |
| ------------------------------------------------------------ | -------------------------- | ------------------------------------------------------------------------------ |
| 65°0′ пн. ш. 0°0′ сх. д. / 65.000° пн. ш. 0.000° сх. д.      | Атлантичний океан          | Норвезьке море                                                                 |
| 65°0′ пн. ш. 10°49′ сх. д. / 65.000° пн. ш. 10.817° сх. д.   | Норвегія                   | Тренделаг — проходить через острови Вікна[en]                                  |
| 65°0′ пн. ш. 11°9′ сх. д. / 65.000° пн. ш. 11.150° сх. д.    | Норвезьке море             | Рісверфьорд[no]                                                                |
| 65°0′ пн. ш. 11°37′ сх. д. / 65.000° пн. ш. 11.617° сх. д.   | Норвегія                   | Тренделаг                                                                      |
| 65°0′ пн. ш. 11°47′ сх. д. / 65.000° пн. ш. 11.783° сх. д.   | Норвезьке море             | Лекафьорд[da] — проходить через Орсетфьорд[en]                                 |
| 65°0′ пн. ш. 11°48′ сх. д. / 65.000° пн. ш. 11.800° сх. д.   | Норвегія                   | Тренделаг Нурланн                                                              |
| 65°0′ пн. ш. 20°03′ сх. д. / 65.000° пн. ш. 20.050° сх. д.   | Швеція                     | Вестерботтен — проходить через Йорн[en]                                        |
| 65°0′ пн. ш. 21°23′ сх. д. / 65.000° пн. ш. 21.383° сх. д.   | Балтійське море            | Ботнічна затока                                                                |
| 65°0′ пн. ш. 24°34′ сх. д. / 65.000° пн. ш. 24.567° сх. д.   | Фінляндія                  | Проходить через острів Хайлуото[en] та материк — південніше Оулу               |
| 65°0′ пн. ш. 29°36′ сх. д. / 65.000° пн. ш. 29.600° сх. д.   | Росія                      |                                                                                |
| 65°0′ пн. ш. 34°48′ сх. д. / 65.000° пн. ш. 34.800° сх. д.   | Біле море                  | Онезька губа                                                                   |
| 65°0′ пн. ш. 35°42′ сх. д. / 65.000° пн. ш. 35.700° сх. д.   | Росія                      | Проходить через Соловецькі острови                                             |
| 65°0′ пн. ш. 35°51′ сх. д. / 65.000° пн. ш. 35.850° сх. д.   | Біле море                  | Онезька губа                                                                   |
| 65°0′ пн. ш. 36°48′ сх. д. / 65.000° пн. ш. 36.800° сх. д.   | Росія                      | Проходить через Онезький півострів[en]                                         |
| 65°0′ пн. ш. 37°43′ сх. д. / 65.000° пн. ш. 37.717° сх. д.   | Біле море                  | Двінська губа                                                                  |
| 65°0′ пн. ш. 40°19′ сх. д. / 65.000° пн. ш. 40.317° сх. д.   | Росія                      |                                                                                |
| 65°0′ пн. ш. 179°53′ сх. д. / 65.000° пн. ш. 179.883° сх. д. | Берингове море             | Анадирська затока                                                              |
| 65°0′ пн. ш. 175°52′ зх. д. / 65.000° пн. ш. 175.867° зх. д. | Росія                      | Проходить через Чукотський півострів                                           |
| 65°0′ пн. ш. 172°13′ зх. д. / 65.000° пн. ш. 172.217° зх. д. | Берингова протока          | Проходить північніше острова Кінг[en], Аляска, США                             |
| 65°0′ пн. ш. 166°41′ зх. д. / 65.000° пн. ш. 166.683° зх. д. | США                        | Аляска — проходить північніше Фербанкса                                        |
| 65°0′ пн. ш. 141°0′ зх. д. / 65.000° пн. ш. 141.000° зх. д.  | Канада                     | Юкон Північно-Західні території — проходить через Велике Ведмеже озеро Нунавут |
| 65°0′ пн. ш. 87°7′ зх. д. / 65.000° пн. ш. 87.117° зх. д.    | Протока Рос-Велком         |                                                                                |
| 65°0′ пн. ш. 86°12′ зх. д. / 65.000° пн. ш. 86.200° зх. д.   | Канада                     | Нунавут — проходить через острів Саутгемптон                                   |
| 65°0′ пн. ш. 83°17′ зх. д. / 65.000° пн. ш. 83.283° зх. д.   | Затока Фокс                |                                                                                |
| 65°0′ пн. ш. 78°3′ зх. д. / 65.000° пн. ш. 78.050° зх. д.    | Канада                     | Нунавут — проходить через Баффінову Землю                                      |
| 65°0′ пн. ш. 66°30′ зх. д. / 65.000° пн. ш. 66.500° зх. д.   | Затока Камберленд          |                                                                                |
| 65°0′ пн. ш. 63°49′ зх. д. / 65.000° пн. ш. 63.817° зх. д.   | Канада                     | Нунавут — проходить через півострів Камберленд на Баффіновій Землі             |
| 65°0′ пн. ш. 63°27′ зх. д. / 65.000° пн. ш. 63.450° зх. д.   | Дейвісова протока          |                                                                                |
| 65°0′ пн. ш. 51°48′ зх. д. / 65.000° пн. ш. 51.800° зх. д.   | Гренландія                 |                                                                                |
| 65°0′ пн. ш. 40°36′ зх. д. / 65.000° пн. ш. 40.600° зх. д.   | Данська протока            | Затока Пік'юллек[en]                                                           |
| 65°0′ пн. ш. 39°46′ зх. д. / 65.000° пн. ш. 39.767° зх. д.   | Гренландія                 | Проходить через острови Такісік                                                |
| 65°0′ пн. ш. 39°47′ зх. д. / 65.000° пн. ш. 39.783° зх. д.   | Данська протока            |                                                                                |
| 65°0′ пн. ш. 23°14′ зх. д. / 65.000° пн. ш. 23.233° зх. д.   | Ісландія                   |                                                                                |
| 65°0′ пн. ш. 13°36′ зх. д. / 65.000° пн. ш. 13.600° зх. д.   | Атлантичний океан          | Норвезьке море                                                                 |